# Karen Hughes
Pour les articles homonymes, voir Hughes.
Karen Parfitt Hughes (née le 27 décembre 1956 à Paris, France) est une conseillère politique républicaine du Texas, proche du président George W. Bush. Elle fut, de 2005 à 2007, secrétaire d'État adjointe chargée de la diplomatie publique (Under Secretary for Public Diplomacy and Public Affairs ), fonction chargée de l'image des États-Unis dans le monde.

## Parcours
Elle est la fille d'un ingénieur général de l'armée américaine, dernier gouverneur de la zone du canal de Panama. 
Hughes est diplômée de l'université baptiste du Sud en 1977.  
De 1977 à 1984, elle est reportrice à la télévision et c'est en tant que telle qu'elle suit la campagne présidentielle de 1980. 
En 1984, elle rejoint l'équipe de presse de campagne pour le Texas du candidat républicain Ronald Reagan. 
À partir des années 1990, elle travaille au côté de George W. Bush, d'abord comme directrice de sa communication entre 1995 et 2000, alors qu'il était gouverneur du Texas, puis en tant que conseillère spéciale entre 2001 et 2002, alors qu'il est président des États-Unis. Le journal Dallas Morning News l'a décrite comme « la femme la plus puissante ayant jamais travaillé à la Maison-Blanche » (traduit de l'anglais : « the most powerful woman ever to serve in the White House »). 
En juillet 2002, elle retourne au Texas tout en restant en étroite relation avec le président américain. 
En août 2004, Karen Hughes revient à temps plein auprès de Bush afin de dynamiser avec succès sa campagne électorale contre John Kerry. 

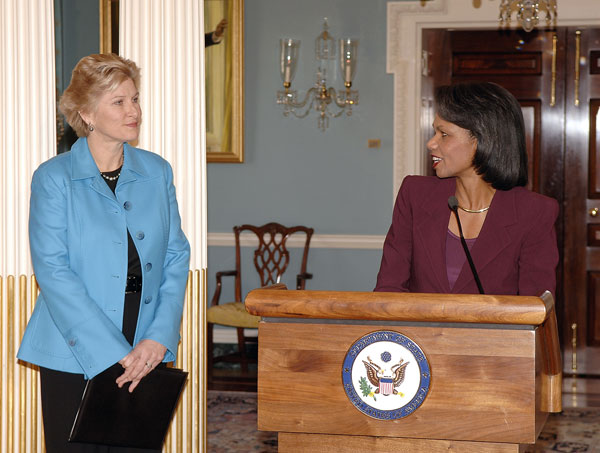
Condoleezza Rice annonce la démission de Karen Hughes à la presse, le 31 octobre 2007.

De 2005 à 2007, elle est secrétaire d'État adjointe chargée de la diplomatie publique, chargée de l'image des États-Unis dans le monde.

## Citations
« W. adore être entouré de femmes solides qui consacrent leur vie entière à le dorloter, comme les vestales virginales veillant sur le feu sacré, gardiennes de ses valeurs et cerbères de sa réputation. »

— Maureen Dowd, The New York Times

## Dans la culture populaire
Elle apparaît sous les traits de Jillian Armenante dans le film sur Dick Cheney, Vice d'Adam McKay, sorti en 2018.